# Круп'янка
Круп'я́нка (рос. Крупянка) — село у складі Нерчинського району Забайкальського краю, Росія. Входить до складу Олінського сільського поселення.

## Населення
Населення — 172 особи (2010; 172 у 2002).
Національний склад (станом на 2002 рік):
- росіяни — 100 %